# Oliver Lustig
Oliver Lustig (* 4. November 1926 in Șoimeni, Kreis Cluj; † 19. April 2017) war ein jüdisch-rumänischer Journalist und Buchautor, dessen Hauptthema die Shoa war. Er hat das Vernichtungslager Auschwitz und Nebenlager des KZ Dachau überlebt.

## Leben

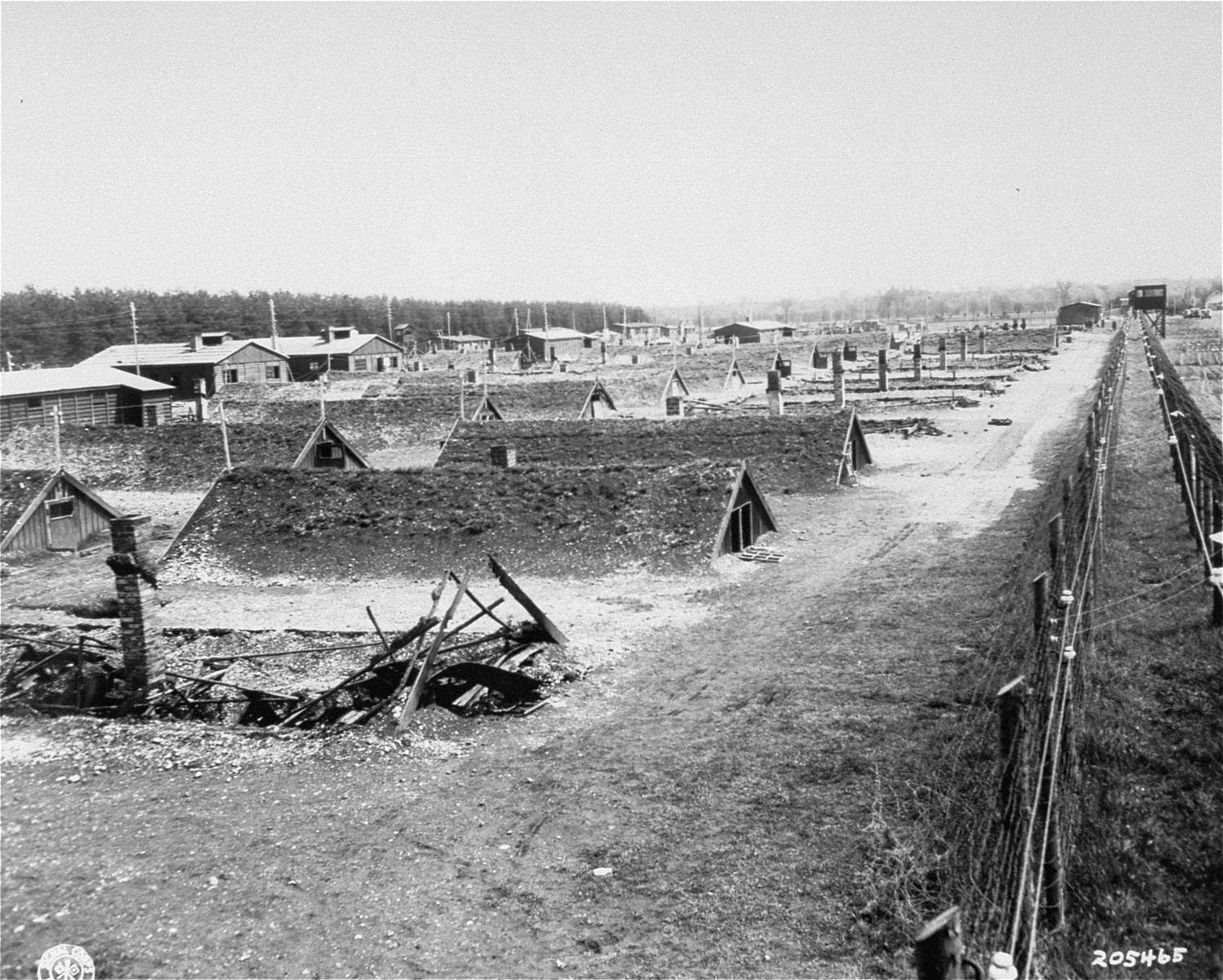
Erdhütten in einem KZ-Außenlager bei Kaufering. Aufnahme vom 29. April 1945 nach der Befreiung durch die US-Armee.

Lustig wurde am 3. Mai 1944 zusammen mit den meisten Angehörigen seiner Familie verhaftet, zur Polizeiwache nach Fodora und ins Sammellager Cluj gebracht und von dort mit dem fünften Güterzug von Cluj aus zwischen dem 6. und 9. Juni 1944 nach Auschwitz-Birkenau deportiert. Im September 1944, inzwischen von seiner Familie getrennt, wurden er und sein Bruder Emilian zur Zwangsarbeit in ein Lager des Außenlagerkomplexes Kaufering des KZ Dachaus bei Landsberg am Lech (KZ-Außenlager Kaufering IV – Hurlach und KZ-Außenlager Kaufering V – Utting) transportiert. Er erhielt die Häftlingsnummer 112.398. Im Rahmen der Befreiung des Konzentrationslagers Dachau wurde er durch die US Army am 27. April 1945 befreit.
In Rumänien schloss er 1949 an der Babeș-Bolyai-Universität in Cluj sein Studium ab. 1974 erhielt er dort auch den Ph.D. in Volkswirtschaft. Er arbeitete für das rumänische Militär als Journalist und trat 1986 als Generalmajor der Reserve in den Ruhestand.

## Werke
(Auswahl; zumeist in rumänischer Sprache)
- Aus dem Schatten ins Krematorium („Din umbra crematoriului“), 1960
- Ein Leben im Königreich des Todes („Viața în imperiul morții“), 1969
- damals, dort… in Auschwitz („Atunci, acolo… la Auschwitz“), 1977
- Language of Death („Limbajul morții“), 1986
- Journal Covered in Blood („Jurnal însîngerat“), 1987
- Concentration Camp Dictionary. („Dicționar de lagăr“, 1982; 2. Aufl. 2002, Internet Edition, 2005)

Übersetzungen
- Das Tagebuch von Éva Heyman (Jurnalul lui Éva Heyman - „Am trăit atît de puțin.“; aus der ungarischen in die rumänische Sprache; 1991)